# Giriwarno (Kaliangkrik)
Giriwarno is een bestuurslaag in het regentschap Magelang van de provincie Midden-Java, Indonesië. Giriwarno telt 1667 inwoners (volkstelling 2010).